# François-Augustin Gérault
Pour les articles homonymes, voir Gérault.
François-Augustin Gérault (° Ernée 31 mars 1801 - † Vulaines 28 mai 1875) est un prêtre et historien mayennais. Chevalier de la Légion d'honneur en 1863.

## Biographie
Il est curé d'Evron en 1831, nommé curé de l'église Saint-Vénérand de Laval en 1846.

## Publications
- Notices historiques sur Évron, 1838, in-8° de VI-92 p.
- Notices historiques sur Évron, 1840, in-8° de VI-332 p. : 2e édition, augmentée de pièces justificatives extraites du cartulaire de l'abbaye, d'un essai sur la statistique, l'histoire et la féodalité de l'ancien doyenné d'Évron et d'un plan de l'église.
- Notices historiques sur Sainte-Suzanne et son ancien château, 1840
- Notices historiques sur le château de Mézangers, 1842
- Notices historiques sur la chapelle Saint-Crespin, 1843
- Notices historiques sur les usages locaux dans le pays d'Évron, 1844, insérées dans le Mémorial de la Mayenne
- L'ancien évêché de Jublains, 1843
- Mémoires ecclésiastiques concernant le district d'Évron pendant la Révolution, 1847
- Notice sur la famille, et le château de Montecler. Mémorial de la Mayenne, volume 2.

- La bibliothèque du presbytère de Saint-Vénérand à Laval garde la chronique manuscrite de cette paroisse par François-Augustin Gérault, qui est aussi le rédacteur du propre du diocèse de Laval, annexé au bréviaire en 1856.

## Sources
- « François-Augustin Gérault », dans Alphonse-Victor Angot et Ferdinand Gaugain, Dictionnaire historique, topographique et biographique de la Mayenne, Laval, A. Goupil, 1900-1910 [détail des éditions] (BNF 34106789, présentation en ligne)